# Postulat Keplera
Postulat Keplera dotyczy nieograniczonych brył powstałych z kul i maksymalizacji upakowania nieskończenie wielu kul w przestrzeni (nie mylić z teorią ograniczonych brył powstałych z kul).
Rozwiązanie tego teoretycznego problemu ma istotne znaczenie w wielu praktycznych zagadnieniach, m.in. w krystalografii.
Postulat Keplera głosi:
Trójwymiarowe kule w trójwymiarowej przestrzeni najciaśniej da się umieścić, gdy ich środki tworzą na płaszczyznach przekroju sześciokąty.
Obrazowo można porównać optymalny, postulowany układ kul, z porządkiem piramidy z piłek albo jabłek, który powielamy w nieskończoność.
Mimo że postulat Keplera został powszechnie zaakceptowany i nie znaleziono żadnego przykładu, który by mu zaprzeczał, a sam postulat wydaje się trywialny, długo nie potrafiono go udowodnić. Podstawy teoretyczne matematycznego dowodu postulatu Keplera opublikował w 1953 r. László Fejes Tóth, a pełny dowód, wymagający ze względu na swoją złożoność stosowania komputerowej analizy symbolicznej, przeprowadził i opublikował w 2005 roku Thomas Hales.